# Pomacentrus similis
Pomacentrus similis är en fiskart som beskrevs av Allen, 1991. Pomacentrus similis ingår i släktet Pomacentrus och familjen Pomacentridae. Inga underarter finns listade i Catalogue of Life.